# جروم بی. چفی
جروم بی. چفی (به انگلیسی: Jerome B. Chaffee) سناتور سابق عضو حزب جمهوری‌خواه ایالات متحده آمریکا بود. وی در سال ۱۸۷۶ تا ۱۸۷۹ میلادی سناتور ایالت کلرادو در سنای ایالات متحده آمریکا بود.